# Štefan Harabin
Štefan Harabin (ur. 4 maja 1957 w Lubicy) – słowacki prawnik, sędzia, przewodniczący Sądu Najwyższego Republiki Słowackiej (1998–2003, 2009–2014), wicepremier i minister sprawiedliwości (2006–2009).

## Życiorys
W 1980 ukończył studia prawnicze na Uniwersytecie Pavla Jozefa Šafárika w Koszycach. Uzyskał uprawnienia sędziego, od 1983 orzekał w sądzie w Popradzie, a od 1990 w sądzie dla kraju koszyckiego. W latach 1991–1992 kierował jednym z wydziałów słowackiego ministerstwa sprawiedliwości. W 1993 otrzymał nominację na sędziego Sądu Najwyższego. W latach 1996–1998 był przewodniczącym kolegium karnego, a następnie do 2003 przewodniczącym Sądu Najwyższego. W 2006 w pierwszym rządzie Roberta Ficy objął stanowiska wicepremiera i ministra sprawiedliwości, rekomendowała go Partia Ludowa – Ruch na rzecz Demokratycznej Słowacji. Urzędy te sprawował do 2009. Powrócił następnie do Sądu Najwyższego, ponownie był jego przewodniczącym (2009–2014) oraz przewodniczącym kolegium karnego (2014–2015).
W 2019 kandydował w wyborach prezydenckich, zajmując 3. miejsce w I turze z wynikiem 14,4% głosów. O urząd prezydenta ubiegał się również w wyborach w 2024. W I turze ponownie zajął 3. miejsce, otrzymując tym razem 11,7% głosów.